# Alexander Michailowitsch Nossatow

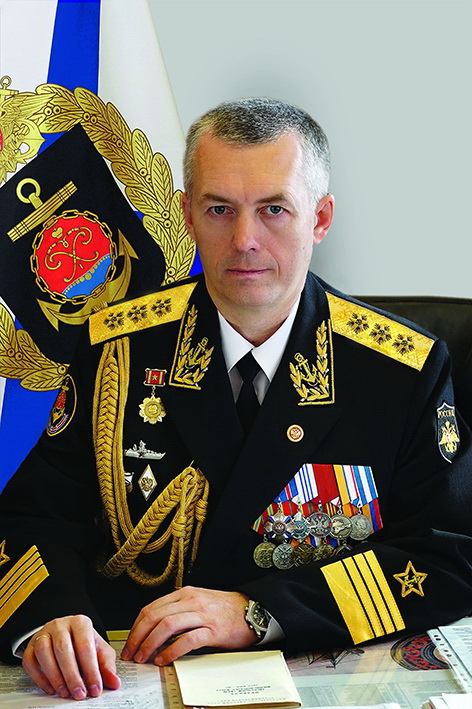
Alexander Nossatow (2019)

Alexander Michailowitsch Nossatow (russisch Александр Михайлович Носатов; * 27. März 1963 in Sewastopol, Sowjetunion) ist ein russischer Admiral. Er war von Juli 2016 bis Oktober 2021 Kommandeur der Baltischen Flotte. Seit Oktober 2021 ist er Chef des Hauptstabes der Russischen Seekriegsflotte.

## Leben
Nossatow absolvierte 1985 die Schwarzmeer-Offiziershochschule „P.S. Nachimow“. Von 1985 bis 1986 diente er in der Pazifikflotte als Ingenieur für technische Dienste einer Marinebasis, Kommandeur einer Flugabwehrraketenbatterie auf dem Zerstörer Stojki sowie von 1989 bis 1991 als Gefechtsabschnittskommandeur für Artillerie auf dem Zerstörer Besbojasnenny. Anschließend diente er als 1. Offizier auf dem Lenkwaffenkreuzer Warjag und wurde Kommandant des Zerstörers Bystry der Pazifikflotte. 2000 absolvierte Nossatow die Seekriegsakademie N. G. Kusnezow. 2009, nach erfolgreichem Abschluss der Militärakademie des Generalstabes der Russischen Streitkräfte, wurde er als Kommandeur der Marinebasis Baltijsk der Baltischen Flotte eingesetzt. Auf Anweisung des Präsidenten der Russischen Föderation vom 27. Januar 2013 wurde er zum Stellvertreter des Kommandeurs und Stabschef der Schwarzmeerflotte ernannt. Am 5. Mai 2014 wurde Nossatow zum Vizeadmiral befördert. Ab Mai 2016 fand er als Chef der Seekriegsakademie Verwendung und erfüllt seit 30. Juni 2016 übergangsweise die Pflichten des Kommandeurs der Baltischen Flotte, weil der zuvorige Befehlshaber Viktor Krawtschuk wegen eklatanter Mängel in der Ausbildung der Soldaten der Baltischen Flotte sowie kontinuierlicher bewusster Falschmeldungen an das Verteidigungsministerium zu Gefechtsbereitschaft und technischem Klarstand der Einheiten suspendiert worden war. Am 17. September 2016 verfügte ein Präsidentenerlass (Ukas) seine Einsetzung als Kommandeur der Baltischen Flotte. Mit Präsidentenerlass vom 12. Dezember 2018 wurde seine Beförderung zum Admiral bestätigt. Am 5. Oktober 2021 wurde er Chef des Hauptstabes der Russischen Seekriegsflotte.

## Auszeichnungen
- Orden für Militärische Verdienste
- Orden für Verdienste zur See (2011)
- weitere Medaillen